# Список голів Державної фіскальної служби України
Державна фіска́льна служба України (ДФС) — центральний орган виконавчої влади України, діяльність якого спрямовується та координується Кабінетом Міністрів України.
ДФС очолює Голова, який призначається на посаду та звільняється з посади Кабінетом Міністрів України за поданням Прем'єр-міністра України.
Голова ДФС має чотирьох заступників, у тому числі одного першого, які призначаються на посаду та звільняються з посади Кабінетом Міністрів України за поданням Прем'єр-міністра України.
Виконувач обов'язків Голови — Продан Мирослав Васильович (призначений з 07.02.2018).
Перший заступник Голови — Білан Сергій Васильович. Опікується питаннями боротьби з правопорушеннями під час застосування податкового, митного законодавства та законодавства з питань сплати єдиного внеску.
Заступник Голови — Кривіцький Віктор Броніславович (призначений 04.07.2018). Куратор митного напряму.
Заступник Голови — Бамбізов Євген Євгенійович (призначений 04.07.2018). Куратор податкового напряму.

### Список голів ДФС
| №    | ПІБ                          | Початок повноважень | Закінчення повноважень | Примітки |
| ---- | ---------------------------- | ------------------- | ---------------------- | --- |
| 1    | Білоус Ігор Олегович         | 4 червня 2014       | 23 березня 2015        | Відсторонений Прем'єр-міністром А. Яценюком 24 лютого 2015 у зв'язку з оприлюдненою у ЗМІ інформацією про зловживання в ДФС, на митниці, у податковій міліції |
| 2    | Насіров Роман Михайлович     | 5 травня 2015       | 3 березня 2017         | Затриманий НАБУ 2 березня 2017 року. Відсторонений наступного дня. Звільнений 31 січня 2018                                                                   |
| в.о. | Продан Мирослав Васильович   | 3 березня 2017      | 5 вересня 2018         | Звільнився за власним бажанням після повідомлення підозри в незаконному збагаченні                                                                            |
| в.о. | Власов Олександр Сергійович  | 5 вересня 2018      | 17 липня 2019          | Звільнився за власним бажанням після скандалу з Президентом Зеленським                                                                                        |
| в.о. | Гутенко Денис Вікторович     | 23 липня 2019       | 12 лютого 2020         | |
| в.о. | Солодченко Сергій Вікторович | 12 лютого 2020      |                        | |